# Seibelsbach
Seibelsbach ist als Siedlung ein Teil von Bromskirchen in der Gemeinde Allendorf (Eder) im nordhessischen Landkreis Waldeck-Frankenberg. Postalisch gehört Seibelsbach zu Bad Berleburg.

## Geographie
Die Siedlung liegt etwa neun Kilometer von Bad Berleburg entfernt im Südosten des Rothaargebirges. Das Dorf befindet sich zwischen 460 und 650 Meter über dem Meeresspiegel, die umgebenden Berge sind bis zu 674 Meter hoch. Der Bach Elsoff fließt durch das Dorf und bildet die Grenze zu Nordrhein-Westfalen. Dahinter liegt der Ortsteil Diedenshausen (Bad Berleburg), aus dem der Rechtsgelehrte Johannes Althusius stammt.

## Nachbarorte
Über die Landstraße 717 ist der Ort mit Bad Berleburg im Westen und Wunderthausen im Norden verbunden sowie über die L 877 mit Alertshausen im Südosten.

## Geschichte
Seibelsbach ist ein noch recht junger Ort. Die Siedlung ist eng verbunden mit der Ortschaft Diedenshausen im Wittgensteiner Land. Beide Orte trennt lediglich der Elsoffbach. Seit Beginn der ersten Besiedlung vor über 250 Jahren gehört die Siedlung zum hessischen Bromskirchen. Dadurch ist Diedenshausen/Seibelsbach ein geteilter Ort. Eine lange Tradition hat hier das Uhrmacherhandwerk. Zum 1. Januar 2023 wurde Seibelsbach im Zuge der Eingemeindung von Bromskirchen ein Ortsteil von Allendorf (Eder).
Beim Zensus 2011 wurden 45 Einwohner gezählt.